# یونیزاسیون چندفوتونی با تقویت تشدیدی

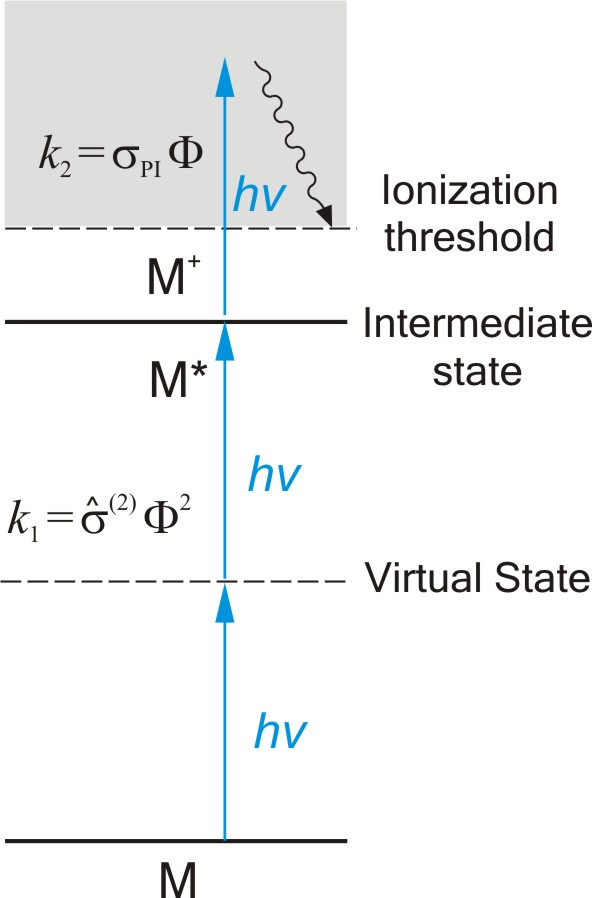
(2+1) REMPI

یونیزاسیون چند فوتونی با تقویت تشدیدی یک تکنیک مورد استفاده در طیف‌سنجی اتم‌ها و مولکول‌های کوچک است. در عمل، می‌توان از یک لیزر قابل تنطیم برای دسترسی به یک حالت میانی برانگیخته استفاده کرد. قوانین انتخاب مرتبط با جذب دو فوتونی یا دیگر جذب‌های چند فوتونی با قوانین انتخاب برای انتقال تک فوتونی متفاوت است. تکنیک REMPI معمولاً شامل یک یا چند جذب فوتون تشدیدی به یک حالت میانی برانگیخته الکترونی است که به دنبال آن فوتون دیگری اتم یا مولکول را یونیزه می‌کند. شدت نور لازم برای انجام یک انتقال چند فوتونی معمولاً به‌طور قابل توجهی بیشتر از شدت نور جذب تک فوتونی است. به همین دلیل، جذب فوتون‌های بعدی اغلب بسیار محتمل است. اگر فوتون‌ها انرژی کافی برای عبور از آستانه یونیزاسیون سیستم منتقل کنند، یک یون و یک الکترون آزاد حاصل خواهد شد. در بسیاری از موارد، REMPI اطلاعات طیف‌سنجی‌ای را ارایه می‌دهد که ممکن است از روش‌های طیف‌سنجی تک فوتونی در دسترس نباشد. به عنوان مثال، ساختار چرخشی در مولکول‌ها به راحتی با این تکنیک قابل مشاهده است.
یونیزاسیون چند فوتونی با تقویت تشدیدی(REMPI) معمولا با استفاده از یک پرتو لیزری قابل تنظیم با فرکانس متمرکز تولید می‌شود تا یک پلاسمای حجمی کوچک ایجاد کند. در این فرایند، ابتدا m فوتون به‌طور همزمان توسط یک انم یا مولکول در نمونه جذب می‌شود تا آن را به یک حالت برانگیخته برساند. سپس n فوتون دیگر جذب می‌شوند تا یک جفت الکترون و یون تولید شود. فرایند موسوم به REMPI n+m یک فرایند نوری غیر خطی است که تنها در محدوده فوکوس پرتو لیزر رخ می‌دهد. یک پلاسمای کوچک در زندگی منطقه فوکوس لیزر تشکیل می‌شود. اگر انرژی فوتون‌های m با هیچ حالتی تطابق نداشته باشد، یک انتقال غیر تشدیدی می‌تواند با نقص انرژی ΔE رخ دهد. با این حال، احتمال باقی‌ماندن الکترون در آن بسیار کم است. برای مقادیر بزرگ ΔE، الکترون تنها در مدت رمان کوتاه Δt در آنجا باقی می‌ماند. اصل عدم قطعیت برای Δt برقرار است، جایی که ћ=h/2π و h ثابت پلانک است. این نوع انتقال و حالت‌ها به عنوان حالت‌های مجاری شناخته می‌شوند. برخلاف انتقال‌های واقعی به حالت‌هایی با طول عمر بالا. احتمال انتقال واقعی چندین مرتبه بزرگ‌تر از احتمال انتقال مجازی است، که این اثر به عنوان اثر تقویت تشدیدی شناخته می‌شود.

## حالت‌های ریدبرگ
آزمایش‌هایی با شدت بالای فوتون می‌توانند شامل فرآیندهای چندفوتونی باشند که در آن‌ها مضارب صحیحی از انرژی فوتون جذب می‌شود. در آزمایش‌هایی که تشدید چند فوتونی رخ می‌دهد، حالت میانی اغلب یک حالت ریدبرگ با انرژی پایین است، و حالت نهایی معمولاً به یک یون منجر می‌شود. حالت اولیه سیستم، انرژیِ فوتون، تکانه زاویه‌ای و دیگر قوانین انتخاب می‌توانند به تعیین ماهیت حالت میانی کمک کنند. این رویکرد در طیف‌سنجی یونیزاسیون چندفوتونی با تقویت تشدیدی (REMPI) به کار گرفته می‌شود. این تکنیک به‌طور گسترده در طیف‌سنجی اتمی و مولکولی مورد استفاده قرار می‌گیرد. یکی از مزایای تکنیک REMPI این است که یون‌ها تقریبا با کارایی کامل قابل شناسایی هستند و حتی می‌توان زمان آن‌ها را برای تحلیل جرم نیز ثبت کرد. علاوه بر این، امکان کسب اطلاعات اضافی از طریق آنجا آزمایش‌هایی برای بررسی الکترون آزاد شده در این فرایندها نیز وجود دارد.

## آشکارسازی مایکروویو
پراکندگی مایکروویو منسجم از الکترون‌ها در رشته‌های پلاسمای ایجاد شده توسط REMPI این قابلیت را اضافه می‌کند که گونه‌های یونیزه شده به صورت انتخابی با وضوح بالای مکانی و زمانی اندازه‌گیری شوند. این روش امکان تعیین غیر داخلی و بدون دخالت مستقیم پروفایل‌های غلظت را فراهم می‌کند، بدون نیاز به استفاده از کاوشگرهای فیزیکی یا الکترودها. ان روش برای شناسایی گونه‌هایی مانند آرگون، زنون، نیتریک اکسید، مونوکسید کربن، اکسیژن اتمی و رادیکال‌های متیل به کار رفته است. همچنین، این کاربردها در محیط‌های مختلف از جمله سلول‌های بسته، هوای آزاد و شعله‌های جوی انجام شده‌اند.
آشکارسازی مایکروویو بر اساس فناوری‌های هموداین یا هیتروداین صورت می‌گیرد. این فناوری‌ها با کاهش نویز به‌طور قابل‌توجهی حساسیت آشکارسازی را افزایش می‌دهند و امکان دنبال کردن تولید و تحول پلاسما در مقیاس زمانی زیر نانوثانیه را فراهم می‌کنند. روش آشکارسازی هموداین میدان الکتریکی مایکروویو آشکارشده را با منبع خودش ترکیب می‌کند تا سیگنالی متناسب با حاصل ضرب این دو ایجاد کند. فرکانس سیگنال از ده‌ها گیگاهرتز به کمتر از یک گیگاهرتز کاهش داده می‌شود تا بتوان سیگنال را تقویت و با استفاده از دستگاه‌های الکترونیکی استاندارد مشاهده کرد. به دلیل حساسیت بالای مرتبط با روش آشکارسازی هموداین، نبود نویز زمینه در محدوده مایکروویو، و قابلیت زمان‌بندی الکترونیک آشکارسازی به صورت هم‌زمان با پالس لیزر، نسبت سیگنال به نویز (SNR) بسیار بالایی حتی با منابع مایکروویو میلی‌واتی امکان‌پذیر است. این نسبت‌های بالای سیگنال به نویز اجازه می‌دهد رفتار زمانی سیگنال مایکروویو در مقیاس زمانی زیر چند نانو ثانیه دنبال شود. به این ترتیب، عمر الکترون‌ها در پلاسما قابل ثبت است. با استفاده از یک چرخش‌دهنده مایکروویو (Microwave Circulator)، یک گیرنده-فرستنده تک‌منظوره با استفاده از یک آنتن مایکروویو ساخته شده است که به‌طور قابل توجهی تنظیمات آزمایشگاهی را ساده می‌کند.
آشکارسازی در ناحیه مایکروویو نسبت به آشکارسازی نوری مزایای متعددی دارد. با استفاده از فناوری‌های هموداین یا هترداین، به جای توان، میدان الکتریکی آشکارسازی می‌شود که امکان رد نویز بسیار بهتری را فراهم می‌کند. برخلاف تکنیک‌های هترداین نوری، هیچ نیازی به تنظیم یا هم‌ترازی مرجع وجود ندارد. طول موج بلند مایکروویوها منجر به پراکندگی منسجم نقطه‌ای مؤثر از پلاسما در حجم کانونی لیزر می‌شود، بنابراین تطابق فاز اهمیت چندانی مدارد و پراکندگی در جهت عقب بسیار قوی است. مایکروویوهای زیادی می‌توانند از یک الکترون پراکنده شوند، بنابراین دامنه پراکندگی را می‌توان با افزایش توان فرستنده مایکروویو افزایش داد. انرژی کم فوتون‌های مایکروویو منجر به هزاران فوتون بیشتر در هر واحد انرژی نسبت به ناحیه مرئی می‌شود که به‌طور قابل توجهی نویز شات را کاهش می‌دهد. برای یونیزاسیون ضعیف که در تشخیص گونه‌های ردیاب معمول است، میدان الکتریکی اندازه‌گیری شده یک تابع خطی از تعداد الکترون‌هاست که مستقیما با غلظت گونه‌های ردیاب متناسب است. علاوه‌براین، در ناحیه طیفی مایکروویو، تابش پس‌زمینه طبیعی خورشید یا سایر منابع طبیعی بسیار اندک است. این روش می‌تواند برای شناسایی گونه‌های ناپایدار و رادیکال‌های کوتاه عمر مانند هیدروکسیل و نیتریک اکسید در زمان واقعی مورد استفاده قرار گیرد. ترکیب این دو تکنیک در سیستم‌های پیچیده، مانند مطالعات سوخت‌وساز یا فرآیندهای شیمیایی جوی، ابزاری کارآمد برای ارائه داده‌های جامع و دقیق از برهم‌کنش‌های اتمی و مولکولی ارائه می‌دهد.